# Pseudogaltonia
Pseudogaltonia je biljni rod iz porodice šparogovki smješten u tribus Ornithogaleae, ili Dipcadieae dio potporodice Scilloideae. 
Rod je raširen po južnoj Africi (Bocvana, Namibija i Južnoafrička Republika). Postoje dvije priznate vrste
Obje vrste su lukovičasti geofiti.

## Vrste
1. Pseudogaltonia clavata (Baker ex Mast.) E.Phillips
2. Pseudogaltonia liliiflora J.C.Manning & Goldblatt

## Sinonimi
- Lindneria T.Durand & Lubbers

## Vanjske poveznice
- Pseudogaltonia - Pacific Bulb Society